# エステック情報ビル
エステック（エステック）は、東京都新宿区西新宿の新宿新都心の一角にある超高層ビル。
工学院大学新宿キャンパスとオフィスビルのエステック情報ビルで構成されている。
エステックは、Shinjuku Techno Campus（新宿テクノキャンパス）の略である。

## 概要
当地は元々工学院大学新宿キャンパスの敷地であったが、工学院大学が高層キャンパス化して校舎の建物を更新・拡張すると同時に、容積率の割増制度などを活用して余裕を生み出し、新宿副都心の中心にある立地を活用して超高層の賃貸ビルを併設することで、高度利用を図っている。
この建設事業は、元々の敷地所有者である工学院大学に日本生命、第一生命が加わって行われ、管理会社のエステック株式会社はこの3者が設立し、経営している。

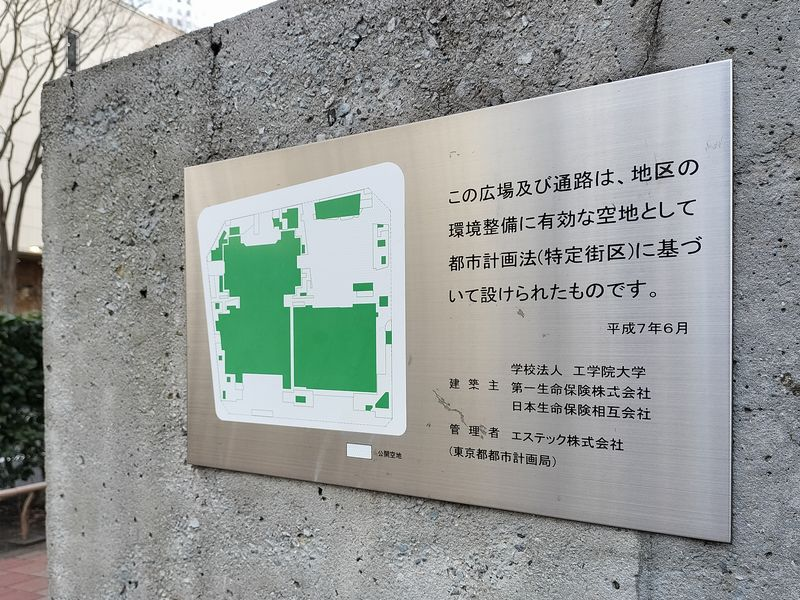
有効空地の表示

## エステック情報ビル
新宿駅西口から都庁方面に伸びる地下歩道から直結している。テナントの多くはオフィスであるが、下層階には飲食店などもある。
工学院大学の高層キャンパス化に伴い、余裕が生まれたことに伴い、空いた敷地内に新たにオフィスビルとして建設された。
外観はメタリックシルバーで統一されたビル。隣接する工学院大学新宿キャンパスとの統一感がある外観となっているが、
独立した建物となっており、工学院大学の教室や事務室などは設置されていなかったが、最近学外への情報発信拠点が設置された。

### 主なテナント・スポットなど
- ファミリーマート
- 銀座ルノアール
- メガネドラッグ
- ニューヨーカーズ・カフェ
- ジャパンビバレッジホールディングス本社
- 山梨中央銀行新宿支店
- オリンパスプラザ

など多数。（2008年10月現在）

## 工学院大学 新宿キャンパス
高層棟と中層棟の2つの棟からなる日本初の超高層キャンパス。高層棟は主に各学科の研究室や教室などが設置され、中層棟には図書館や食堂などが設置され、2つの建物の間はピロティなどで繋がれている。（詳細は工学院大学のキャンパスの項を参照せよ）

## アクセス方法など
- 新宿駅より徒歩10分程度
- 都営大江戸線都庁前駅徒歩7分
- 駐車場:あり（有料）

## 登場作品
- 「ULTRAMAN」（2004年） - 当ビルが怪獣の攻撃を受け、崩れ落ちた上層部分をウルトラマンが受け止める。